# John Farley (historien)
Pour les articles homonymes, voir John Farley.
John Farley, né le 23 avril 1936 et mort le 10 novembre 2015, est un historien des sciences canadien. Il est l'auteur de plusieurs ouvrages et articles sur l'histoire de la médecine. Ses travaux ont également eu une influence sur la sociologie des sciences.

## Publications
- J. Farley et G. Geison, « Science, Politics, and Spontaneous Generation in Nineteenth-Century France : The Pasteur-Pouchet Debate », Bulletin of the History of Medicine, t. 48 (1974), p. 161-198; traduction française dans M. Callon et B. Latour (dir.), La science telle qu'elle se fait, Paris, 1991, p. 87-146.
- The spontaneous generation controversy from Descartes to Oparin, Baltimore, Johns Hopkins University Press, 1977.
- Gametes & spores : ideas about sexual reproduction, 1750-1914, Baltimore, Johns Hopkins University Press, 1982.
- Bilharzia : a history of imperial tropical medicine, Cambridge ; New York, Cambridge University Press, 1991.
- To cast out disease : a history of the International Health Division of the Rockefeller Foundation (1913-1951), Oxford ; New York : Oxford University Press, 2004.

En traduction française
- John Farley et Gerald L. Geison, « Le débat entre Pateur et Pouchet: science, politique et génération spontanée au XIXe siècle en France », in Michel Callon et Bruno Latour, La science telle qu'elle se fait. Anthologie de la sociologie des sciences de langue anglaise, Éditions de La Découverte, 1991. (Traduction de l'article de 1974.)